# Кушнир, Иван Васильевич
Иван Васильевич Кушнир (укр. Іван Васильович Кушнір; 15 марта 1927 года, село Будеи — 15 июня 2007 года, Молдавия) — механизатор колхоза имени Ильича Кодымского района Одесской области, Украинская ССР. Герой Социалистического Труда (1973).

## Биография
Родился в 1927 году в крестьянской семье в селе Будеи. С 1944 года служил в Красной Армии. После демобилизации в 1951 году поступил в школу механизации в городе Оргеев. С 1956 до 1987 года трудился трактористом, звеньевым механизированного звена в колхозе имени Ильича Кодымского района. За выдающиеся трудовые достижения при выращивании кукурузы был награждён в 1968 году Орденом Ленина. На базе механизированного звена Ивана Кушнира была создана школа передового опыта.
В 1973 году механизированное звено Ивана Кушнира получило высокий урожай кукурузы. Указом Президиума Верховного Совета СССР от 8 декабря 1973 года «за выдающиеся успехи, достигнутые во Всесоюзном социалистическом соревновании, проявленную трудовую доблесть в выполнении планов и социалистических обязательств по увеличению производства и продажи государству зерна и других продуктов земледелия в 1973 году» удостоен звания Героя Социалистического Труда с вручением ордена Ленина и золотой медали «Серп и Молот».
Избирался депутатом Одесского областного совета народных депутатов четырёх созывов, Кодымского районного Совета народных депутатов, делегатом XXV съезда КПСС, XXVII съезда Компартии Украины, съезда колхозников Украины.
После выхода на пенсию продолжал трудиться механизатором до 1987 года. С 2005 года проживал в семье своего сына в Молдавии.
Скончался в 2007 году. 
Награды
- Герой Социалистического Труда
- Орден Ленина — дважды (1968; 8.12.1973)
- Орден Трудового Красного Знамени